# Asota iodamia
Asota iodamia är en fjärilsart som beskrevs av Herrich-Schäffer 1854. Asota iodamia ingår i släktet Asota och familjen nattflyn. Inga underarter finns listade i Catalogue of Life.